# Ontologia aplicada
Ontologia aplicada é a aplicação da Ontologia para fins práticos. Isso pode envolver o uso de métodos ou recursos ontológicos em domínios específicos, como gestão, relações, biomedicina, ciência da informação ou geografia. Alternativamente, a ontologia aplicada pode ter como objetivo mais geral o desenvolvimento de metodologias aprimoradas para o registro e organização do conhecimento.
Muito trabalho em ontologia aplicada é realizado dentro do framework da Web Semântica.
Ontologias podem estruturar dados e adicionar conteúdo semântico útil a eles, como definições de classes e relações entre entidades, incluindo relações de subclasse. A web semântica faz uso de linguagens projetadas para permitir conteúdo ontológico, incluindo o Resource Description Framework (RDF) e a Web Ontology Language (OWL).

## Aplicação da ontologia às relações
O desafio de aplicar ontologia está na ênfase da ontologia em uma visão de mundo ortogonal à epistemologia. A ênfase está no ser em vez de no fazer (como implícito por "aplicada") ou no conhecer. Isso é explorado por filósofos e pragmatistas como Fernando Flores e Martin Heidegger.
Uma maneira pela qual essa ênfase se manifesta é no conceito de "atos de fala": atos de prometer, ordenar, desculpar-se, solicitar, convidar ou compartilhar. O estudo desses atos a partir de uma perspectiva ontológica é uma das forças motrizes por trás da ontologia aplicada orientada para relações. Isso pode envolver conceitos defendidos por filósofos da linguagem ordinária como Ludwig Wittgenstein.
Aplicar ontologia também pode envolver observar a relação entre o mundo de uma pessoa e as ações dessa pessoa. O contexto ou clareira é altamente influenciado pelo ser do sujeito ou pelo campo do ser em si. Essa visão é fortemente influenciada pela filosofia da fenomenologia, as obras de Heidegger e outros.

## Perspectivas ontológicas
Cientistas sociais adotam várias abordagens para a ontologia. Alguns desses são:
1. Realismo - a ideia de que os fatos estão "lá fora", apenas esperando para serem descobertos;
2. Empirismo - a ideia de que podemos observar o mundo e avaliar essas observações em relação aos fatos;
3. Positivismo - que se concentra nas próprias observações, dando mais atenção às afirmações sobre fatos do que aos fatos em si;
4. Teoria fundamentada - que busca derivar teorias a partir de fatos;
5. Teoria engajada - que transita por diferentes níveis de interpretação, conectando diferentes questões empíricas a entendimentos ontológicos;[13]
6. Pós-modernismo - que considera os fatos como fluidos e evasivos, e recomenda focar apenas em afirmações observacionais.

## Ontologia de dados
Ontologias podem ser usadas para estruturar dados de maneira legível por máquina. Neste contexto, uma ontologia é um vocabulário controlado de classes que podem ser colocadas em relações hierárquicas entre si. Essas classes podem representar entidades no mundo real sobre as quais os dados se referem. Os dados podem então ser vinculados à estrutura formal dessas ontologias para auxiliar na interoperabilidade de conjuntos de dados, além da recuperação e descoberta de informações. As classes em uma ontologia podem ser limitadas a um domínio relativamente estreito (como uma ontologia de ocupações), ou cobrir de forma expansiva toda a realidade com classes altamente gerais (como em Ontologia Formal Básica).
A ontologia aplicada é um campo em rápido crescimento. Tem encontrado aplicações importantes em áreas como pesquisa biológica, inteligência artificial, banco, cuidados de saúde, e defesa militar.